# 100% Colombian
100% Colombian är Fun Lovin' Criminals andra studioalbum, utgivet den 17 november 1998. Albumet utgavs på LP, CD, kassett och minidisc. 100% Colombian nådde tredje plats på UK Albums Chart.

## Låtlista
| Nr  | Titel                                                   | Längd |
| --- | ------------------------------------------------------- | ----- |
| 1.  | Up on the Hill                                          | 4:27  |
| 2.  | Love Unlimited                                          | 3:25  |
| 3.  | The View Belongs to Everyone                            | 4:17  |
| 4.  | Korean Bodega                                           | 2:47  |
| 5.  | Back on the Block                                       | 4:04  |
| 6.  | 10th Street                                             | 2:23  |
| 7.  | Sugar                                                   | 3:42  |
| 8.  | Southside                                               | 4:36  |
| 9.  | We Are All Very Worried About You                       | 4:07  |
| 10. | All for Self                                            | 4:15  |
| 11. | All My Time Is Gone                                     | 4:00  |
| 12. | Big Night Out                                           | 3:37  |
| 13. | Mini Bar Blues (featuring BB King)                      | 3:33  |
| 14. | Fisty Nuts (innehåller det dolda spåret "Atlantic Cab") | 2:42  |
| 15. | Shining Star (bonusspår på den japanska utgåvan)        | 4:44  |

## Medverkande
Fun Lovin' Criminals
- Huey Morgan – sång (alla spår utom 14), gitarr (alla spår utom 13)
- Brian Leiser – keyboard (1–3, 5, 9, 11, 13, 15), basgitarr (4, 6, 8, 10, 12–14), trumpet (2, 5, 7, 9–11)
- Steve Borgovini – trummor

Övriga
- Stuart Matthewman – saxofon (spår 1)
- BB King – gitarr (spår 13)